# Chelon melinopterus
Chelon melinopterus е вид лъчеперка от семейство Mugilidae. Видът не е застрашен от изчезване.

## Разпространение и местообитание
Разпространен е в Австралия, Виетнам, Индия, Камбоджа, Китай, Малайзия, Мозамбик, Нова Каледония, Палау, Папуа Нова Гвинея, Провинции в КНР, Реюнион, Сейшели, Соломонови острови, Тайван, Танзания, Тонга, Фиджи, Френска Полинезия (Маркизки острови), Хонконг, Шри Ланка, Южна Африка и Япония.
Обитава крайбрежията и пясъчните дъна на сладководни и полусолени басейни, морета, лагуни, рифове и реки. Среща се на дълбочина от 0,5 до 15 m, при температура на водата около 29 °C и соленост 34,1 ‰.

## Описание
На дължина достигат до 30 cm.